# مارتن والر
مارتن والر (بالإنجليزية: Martin Waller)‏ هو كاتب بريطاني، ولد في 27 مارس 1957.

## وصلات خارجية
- الموقع الرسمي